# (1264) Letaba
(1264) Letaba – planetoida z pasa głównego asteroid okrążająca Słońce w ciągu 4 lat i 308 dni w średniej odległości 2,86 au. Została odkryta 21 kwietnia 1933 roku w Union Observatory w Johannesburgu przez Cyrila Jacksona. Nazwa planetoidy pochodzi od rzeki Letaba w Południowej Afryce. Przed nadaniem nazwy planetoida nosiła oznaczenie tymczasowe (1264) 1933 HG.

## Biografia
- (1264) Letaba w bazie Jet Propulsion Laboratory (ang.)
- (1264) Letaba w bazie Minor Planet Center (ang.)